# Пут (филм из 2002)
Пут (енгл. The Trip) је амерички филм из 2002. године. Филм је режирао Мајлс Свејн, а у питању је геј романса која прати везу између два мушкарца од њиховог упознавања 1973, па све до 1984. године.

## Заплет
На једној забави у Лос Анђелесу, Томи, који је отворено геј, упознаје Алана, писца и члана организације Млади републиканци. Алан почиње писање књиге која је јако критична према хомосексуалцима и њиховом начину живота, те позива Томија на вечеру како би га интервјуисао за књигу. Међутим, тамо долази до свађе између њих двојице, те Томи одлази.
Након одређеног времена, када је Алан завршио своју књигу, он одбија да потпише уговор са издавачем јер схвата своја права осјећања према Томију и одбацује своје предрасуде према геј заједници. Ускоро њих двојица отпочињу љубавну везу.
Радња филма дешава се у времену настанка ЛГБТ покрета и првих сукоба са конзервативцима до којих је дошло након што је Анита Брајант започела познату кампању за укидање закона против дискриминације на Флориди, уз помоћ организације Save Our Children.